# R. c. Latimer (2001)
Pour les articles homonymes, voir R. c. Latimer.
R. c. Latimer est un arrêt de principe de  la Cour suprême du Canada rendu en 2001 dans l'affaire Robert Latimer concernant la défense de nécessité et les peines cruelles ou inusitées.
Robert Latimer est un agriculteur de la Saskatchewan reconnu coupable du meurtre de sa fille handicapée Tracy Latimer. L'affaire avait déclenché un intense débat national sur l'éthique de ce qui était revendiqué comme un meurtre par compassion. Dans sa décision, la Cour suprême a jugé que le crime ne pouvait être justifié par la défense de nécessité et a conclu que, malgré les circonstances particulières de l'affaire, la longue peine de prison infligée à Latimer n'était ni cruelle ni inhabituelle et ne constituait donc pas une violation de l'article 12 de la Charte canadienne des droits et libertés. Le tribunal a également statué que Latimer ne s'était pas vu refuser le droit d'avoir une annulation par le jury, car de tels droits n'existent pas. La peine de prison a donc été maintenue, bien que le tribunal ait expressément noté que le gouvernement fédéral avait le pouvoir de le gracier.

## Les faits
La Cour suprême a décrit les faits de cette façon : la fille de Robert Latimer, Tracy Latimer, avait 12 ans et souffrait de paralysie cérébrale. En conséquence, elle était quadriplégique, ne pouvait pas parler et avait les capacités mentales d'un nourrisson. Cependant, elle ne mourait pas de son handicap. On croyait également qu'un tube d'alimentation pouvait améliorer sa santé, mais ses parents pensaient qu'un tel dispositif médical serait intrusif. Ainsi, de nombreuses interventions chirurgicales ont été effectuées, et après la programmation d'une autre intervention chirurgicale en 1993, son père, qui considérait l'opération à venir comme étant également cruelle, « estime donc que la vie de sa fille ne vaut pas la peine d’être vécue». Il a commencé à l'empoisonner avec du monoxyde de carbone. Lorsque la police a fait la découverte, Latimer a nié toute responsabilité, mais il a admis plus tard qu'il l'avait tuée. Il a été reconnu coupable de meurtre au deuxième degré, mais dans l'arrêt R. c Latimer de 1997, la Cour suprême a infirmé cette conclusion en raison aux actes répréhensibles du ministère public à l'étape de la sélection du jury.
Dans le deuxième procès qui a suivi, Latimer a de nouveau été reconnu coupable de meurtre au deuxième degré, mais il a été condamné à seulement un an de prison plutôt que le minimum de dix ans en vertu du Code criminel , puisque dans les circonstances de l'affaire, dix ans étaient considérés comme cruels et inhabituels. La Cour d'appel de la Saskatchewan a par la suite augmenté la peine à dix ans. Latimer a finalement fait appel de l'affaire devant la Cour suprême, plaidant non seulement que la peine était trop longue, mais aussi que le procès était inéquitable parce que le juge a décidé que la défense de nécessité ne pouvait être invoquée même si cette décision n'est intervenue qu'après que la défense ait plaidé. Il a également été affirmé que le juge avait induit le jury en erreur en lui faisant croire qu'il pouvait influencer la durée de la peine. Étant donné que de nombreux membres du jury souhaitaient une peine plus légère que celle prescrite par le Code criminel, il a été soutenu que le jury aurait pu recourir à l'annulation par le jury s'ils avaient su qu'ils ne pouvaient pas décider de la durée de la peine.

## Décision
Un jugement unanime rédigé par l'ensemble des juges de la Cour a confirmé la peine de dix ans de Latimer.

## Motifs du jugement

### Défense de nécessité
Le tribunal a d'abord estimé que non seulement la défense était nécessairement incapable de justifier les actions de Latimer, mais aussi que l'inapplicabilité de la défense aurait dû être si évidente que ses avocats auraient dû anticiper son rejet, et donc le fait que le juge ne l'a rejeté qu'après que la défense a été soutenue n'était pas injuste. Le tribunal a d'abord cité un précédent selon lequel la défense de nécessité n'est invoquée que lorsqu'il y a un véritable « caractère involontaire ».
Cela implique d'être confronté à un danger grave, qu'il n'y ait pas d'autre choix que de commettre un crime pour éviter ce danger, et « la proportionnalité entre le mal infligé et le mal évité ». Alors que le tribunal a reconnu que les opinions subjectives de l'individu pour mesurer l'ampleur des dangers imminents et d'autres options pouvaient être prises en compte, et qu'on pouvait faire évaluation objective (c'était ce qu'on appelait un « test objectif modifié »), dans ce cas, la défense de nécessité échoue.
Premièrement, le danger allégué étant évité, l'intervention chirurgicale ne menaçait pas M. Latimer mais sa fille. De plus, le tribunal a écrit que « cette douleur constante ne constituait toutefois pas une situation d’urgence en l’espèce ». Le tribunal a estimé que M. Latimer aurait dû être en mesure de comprendre cela, d'autant plus qu'il existait des alternatives à la chirurgie, comme la sonde d'alimentation. Le tribunal a ensuite conclu que Latimer avait d'autres alternatives au meurtre de sa fille, à savoir qu'« il aurait pu continuer à endurer ce qui était indiscutablement une situation difficile ».
Le tribunal a également statué que les opinions subjectives ne pouvaient pas influencer une évaluation quant à savoir si le crime est pire, égal ou inférieur à la menace que cherchait à éviter le criminel, puisque les « principes fondamentaux du droit criminel » seraient sacrifiés. Dans ce cas, les droits des personnes handicapées, fondés sur l'article 15 de la Charte, ont été considérés comme le facteur important pour déterminer la gravité du crime était. Le tribunal a eu des difficultés à décider si un type d'urgence pouvait justifier un homicide, et a en tout cas constaté que la mort de Tracy était pire que la douleur que Tracy aurait pu ressentir au cours de sa vie.

### Annulation par le jury
Le tribunal a ensuite rejeté l'argument selon lequel le procès était inéquitable parce que les chances d'annulation du jury étaient compromises par le juge. Le tribunal a soutenu qu'il n'y a pas de droit à un procès dans lequel les chances d'annulation du jury ne sont pas compromises. En effet, le système judiciaire n'est pas censé préconiser l'annulation par le jury. De plus, la suggestion apparente du juge selon laquelle le jury pourrait avoir une certaine influence dans la détermination de la peine n'a pas été considérée comme trompeuse ou injuste parce que, bien que les jurés ne puissent pas décider des peines, ils peuvent effectivement faire des recommandations.

### Article 12 de la Charte canadienne des droits et libertés
Enfin, le tribunal a rejeté l'argument selon lequel la peine minimale de dix ans pourrait être si longue qu'elle serait cruelle et inhabituelle et donc inconstitutionnelle en vertu de l'article 12 de la Charte. Étant donné que le test en vertu de l'article 12 exige l'examen de la gravité du crime, le tribunal a souligné que le crime avait entraîné « la plus grave de toutes les conséquences possibles, à savoir la mort de la victime, Tracy Latimer ». L'examen de la mens rea de l'infraction a donc amené la cour à soutenir que même si Latimer avait été déclaré coupable de meurtre au deuxième degré plutôt que de meurtre au premier degré, « le meurtre au deuxième degré constitue une infraction assortie d’un degré extrêmement élevé de culpabilité criminelle ».
À ce stade, le tribunal, en évaluant d'autres facteurs dans l'affaire, à savoir comment M. Latimer avait planifié son crime et ne l'avait pas regretté, et inversement, comment il était bouleversé par l'état de Tracy et était par ailleurs respecté, n'a conclu qu'aucun des facteurs positifs l'emportaient sur le crime. De plus, la peine a également été considérée par le tribunal comme valide car elle pourrait décourager d'autres personnes de prendre des mesures similaires.